# Erlöserkirche (Morbach)

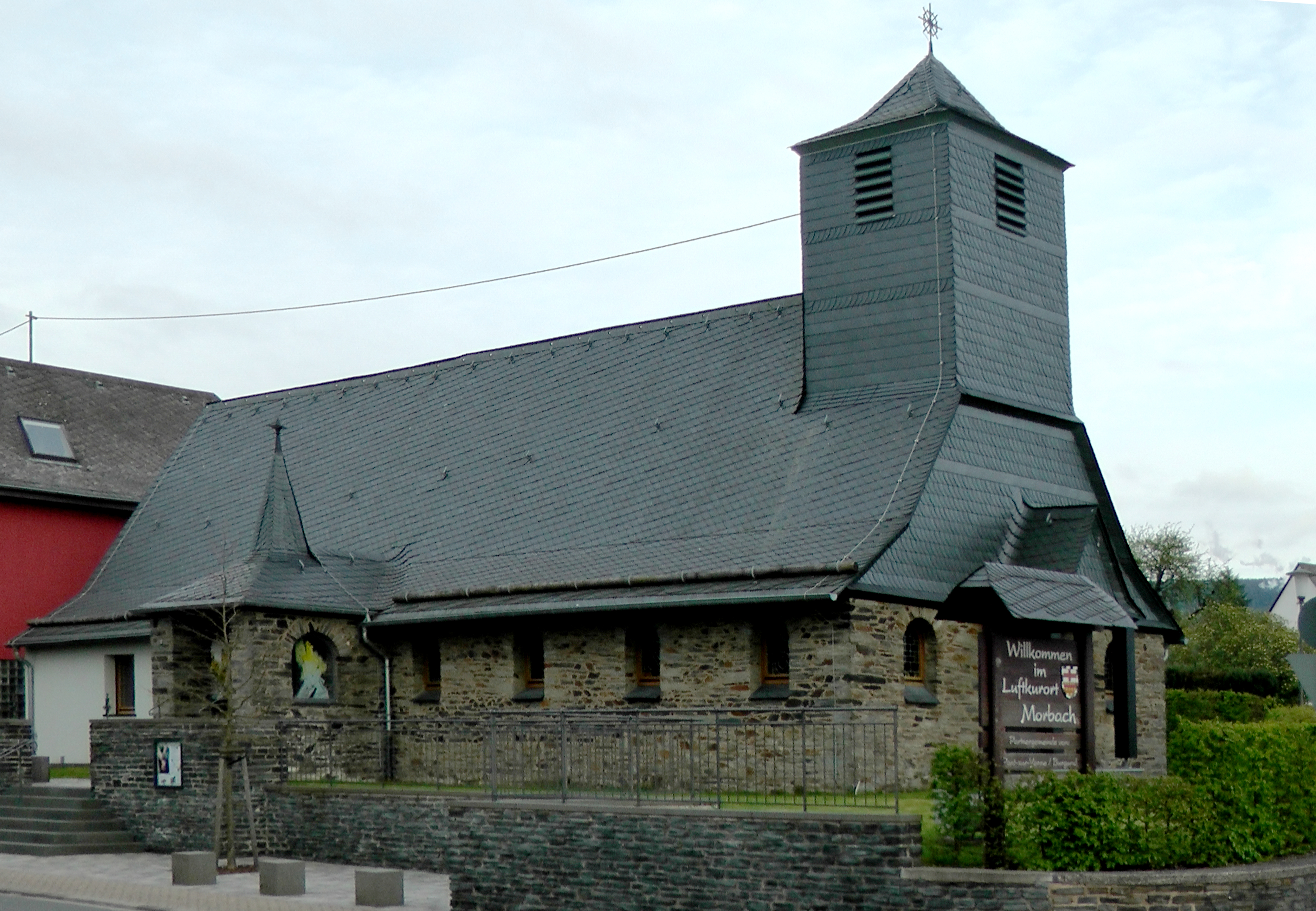
Evangelische Erlöserkirche Morbach von Norden

Die Erlöserkirche ist eine evangelische Kirche in Morbach, einer Gemeinde im Landkreis Bernkastel-Wittlich in Rheinland-Pfalz. Sie ist eine von drei Kirchen der Evangelischen Kirchengemeinde Thalfang-Morbach, die zum Kirchenkreis Trier der Rheinischen Landeskirche gehört.
Morbach wurde 1903 Standort eines größeren Bahnhofs an der heute stillgelegten Hunsrückquerbahn. Die ersten um 1900 in das bis dahin rein katholische Morbach kommenden evangelischen Christen waren Gleisarbeiter, Schalterbeamte, Lokführer und der Bahnhofsvorsteher. Da die geografisch nächstgelegene evangelische Gemeinde in Sensweiler nur zu Fuß zu erreichen war, gehörte die Morbach Gemeinde dank der guten Bahnanbindung seit 1909 zur Kirchengemeinde Thalfang.
In Morbach wurde zunächst der Wartesaal 2. Klasse des Bahnhofs für Gottesdienste genutzt. Den Bau einer Kapelle verhinderte der Erste Weltkrieg. In der Folgezeit fanden die Gottesdienste in der Morbacher Winterschule und später in Privatwohnungen statt. 1934 stellte die politische Gemeinde der Kirchengemeinde ein Grundstück zur Verfügung, auf dem eine kleine Kirche im Oktober 1935 vollendet und der erste Gottesdienst am 8. Dezember 1935 gefeiert wurde.

## Nutzung
Die Kirche wird regelmäßig für Sonntagsgottesdienste genutzt. Die Kirchengemeinde wirbt hierfür mit zeitgemäßen Predigten, modernen Liedern und einem anschließenden Kirchenkaffee. Zweimonatlich gibt es am Samstagabend einen Lobpreisgottesdienst. Nach jedem Gottesdienst wird zum Kirchenkaffee in den im Gebäudekomplex befindlichen Gemeindesaal eingeladen.

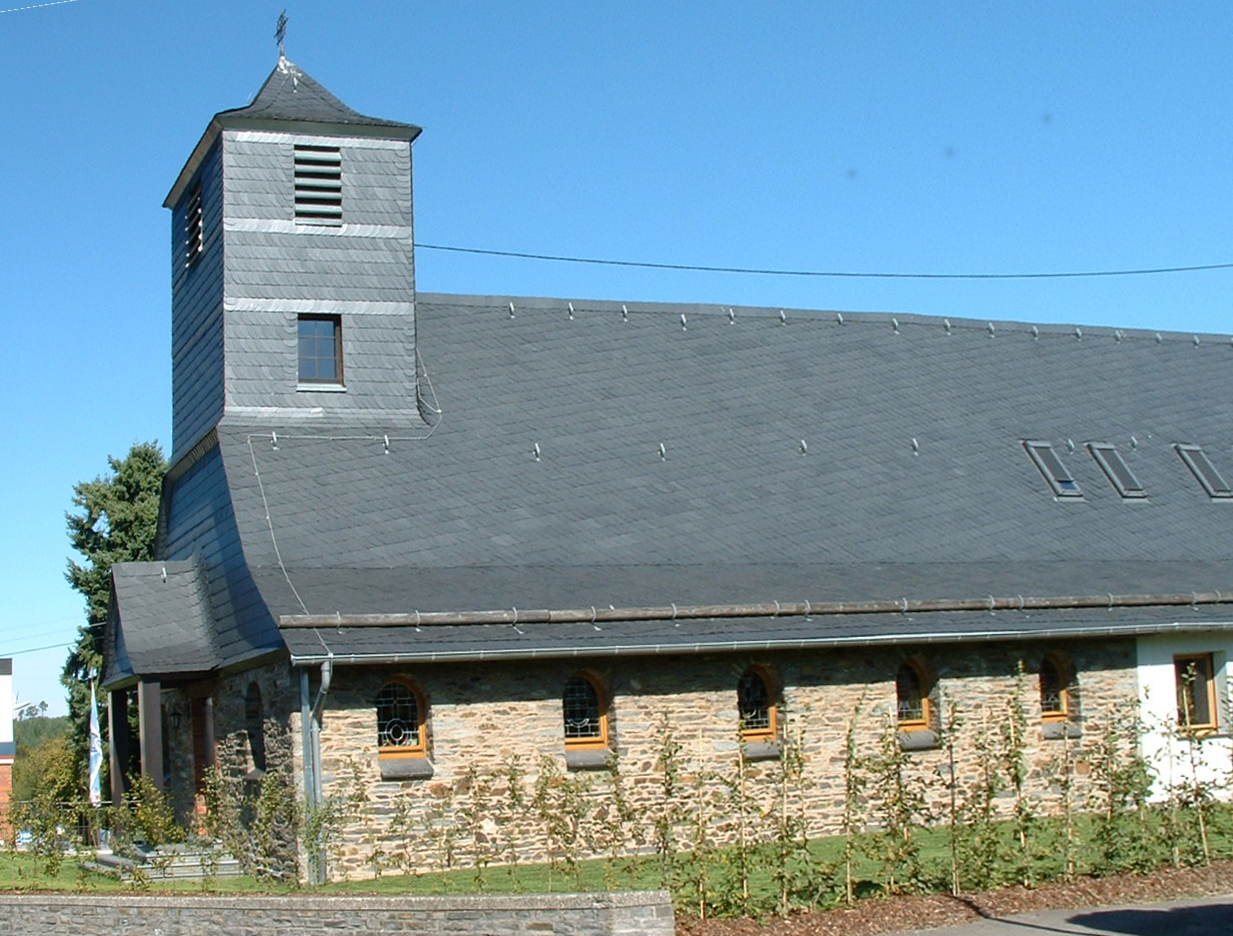
Kirche von Süden
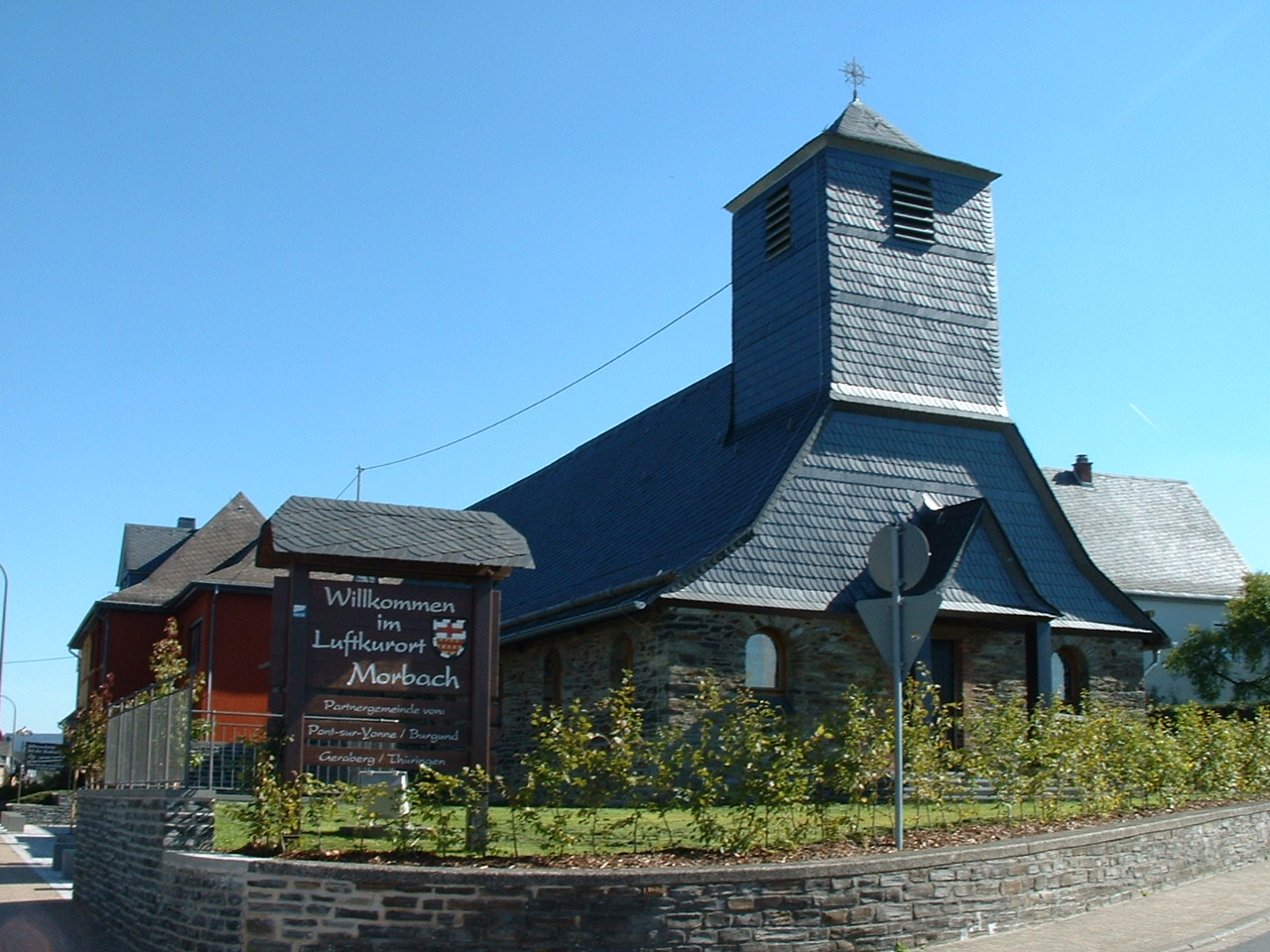
Kirche von Westen
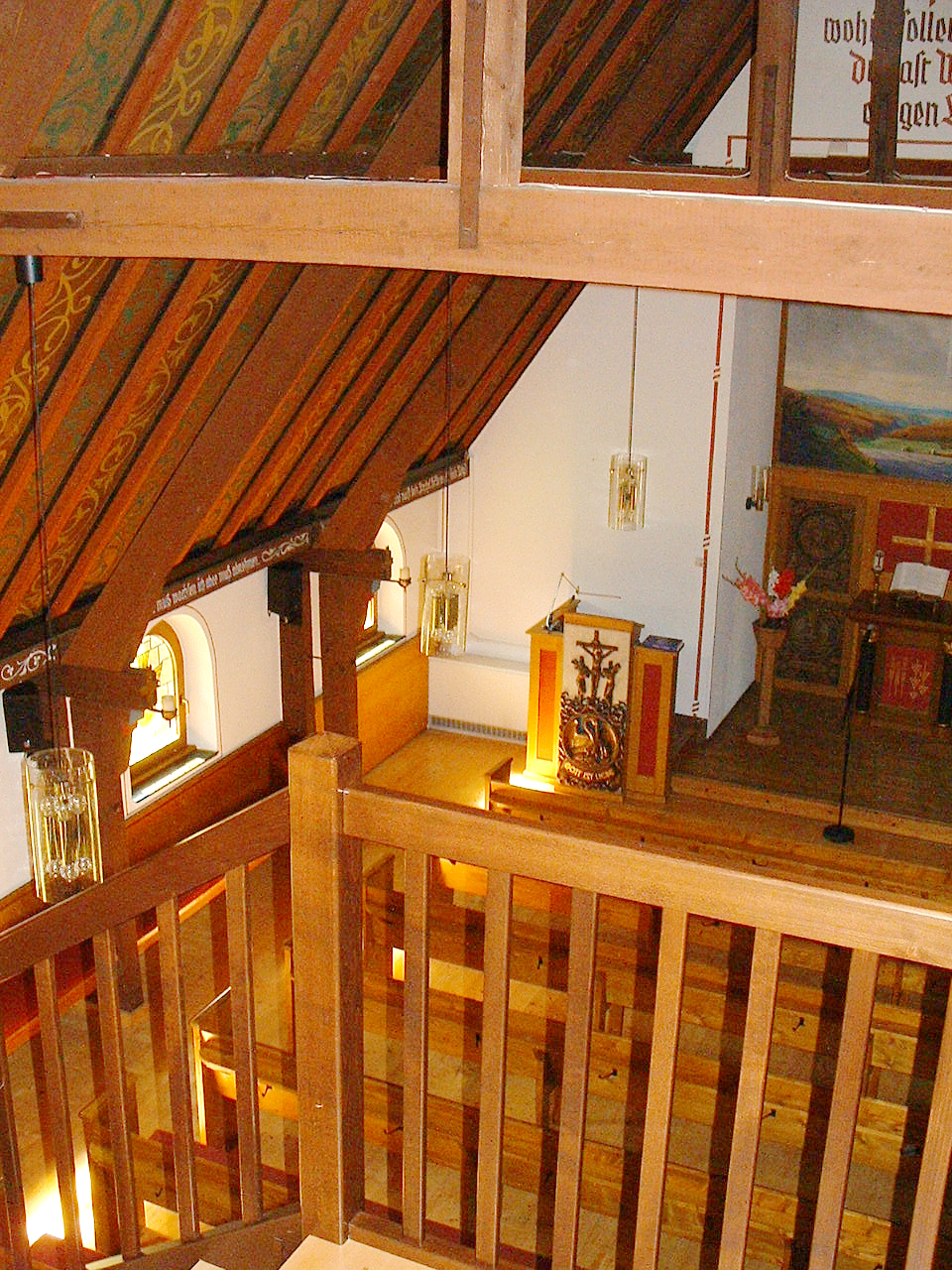
Innenraum mit Kanzel
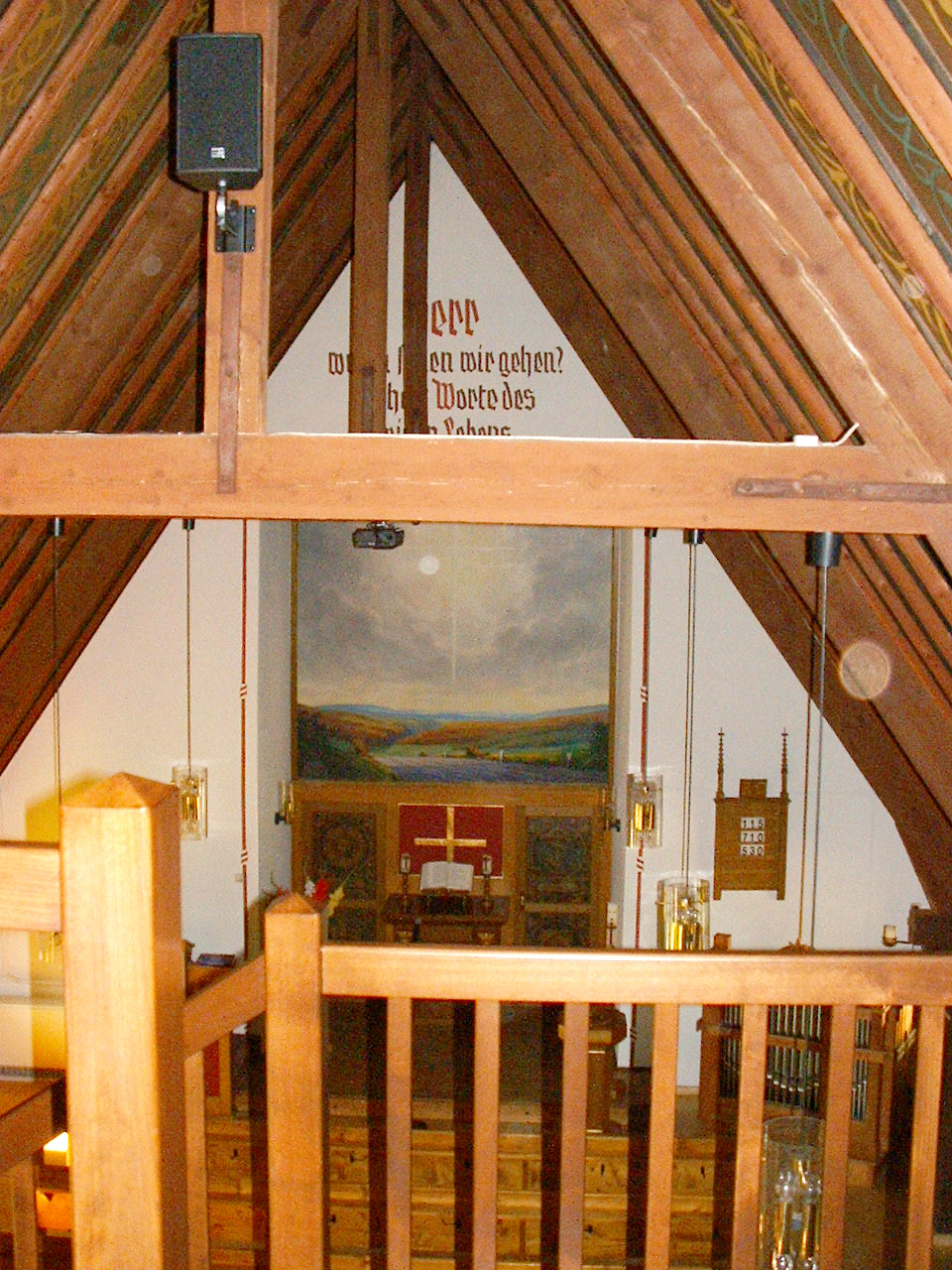
Innenraum mit Altar
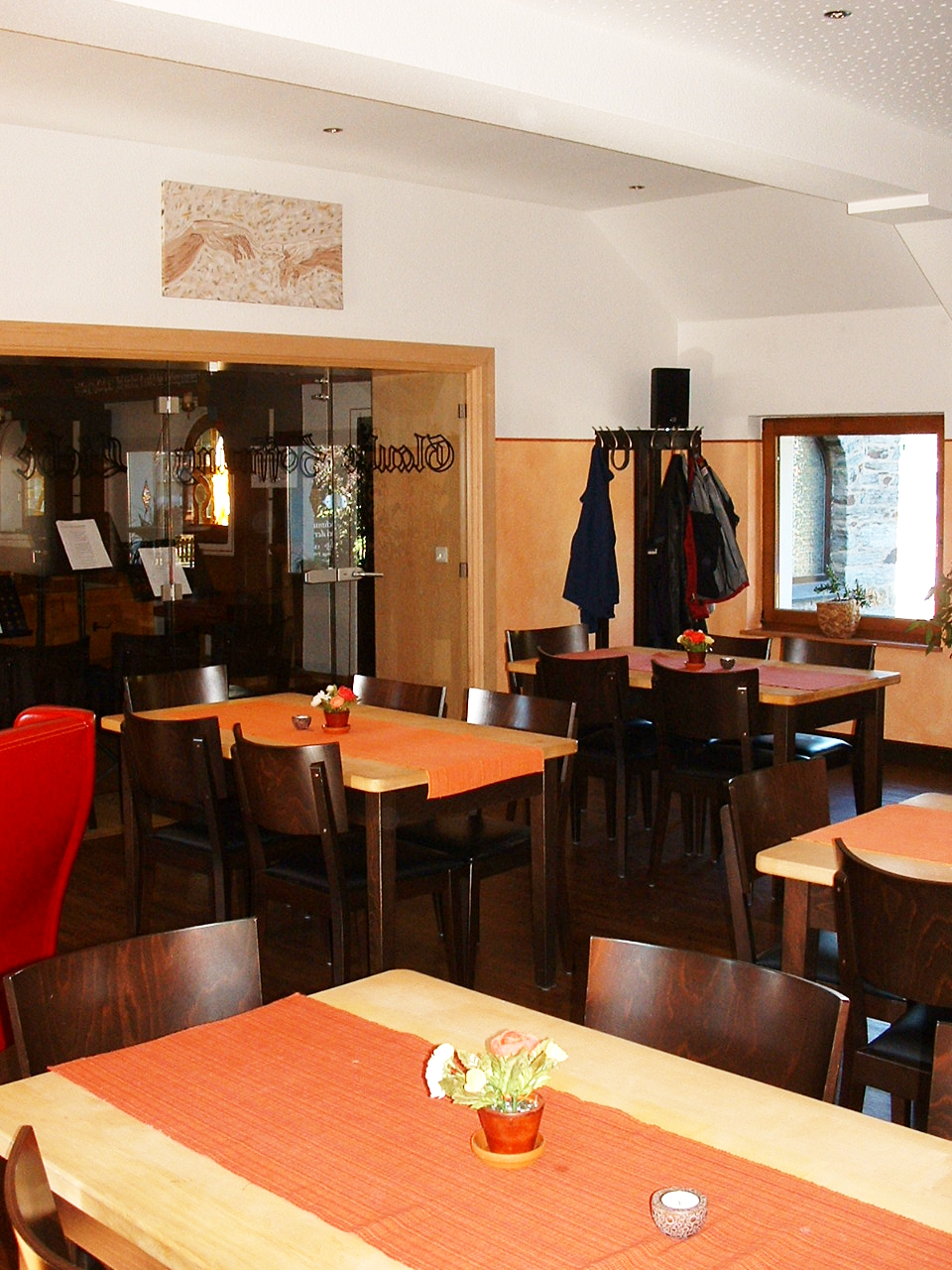
Gemeindesaal